# Dominick Tavella
Dominick Tavella (1938 — Cidade do Panamá, 16 de outubro de 2008) é um sonoplasta estadunidense. Venceu o Oscar de melhor mixagem de som na edição de 2003 por Chicago, ao lado de Michael Minkler e David Lee.